# Алфред Маршал
Алфред Маршал (енгл. Alfred Marshall; Бермондси, 26. јул 1842 — Кембриџ, 13. јул 1924) је био један од најутицајнијих економиста свога времена.  Његова књига, „Принципи Политичке Економије“ (1890) је сјединила теорије понуде и тражње, маргиналне корисности и цене (трошкова?) производње у кохерентну целину. Ова књига је била главни економски уџбеник у Енглеској дуго времена.
Маршал је радио као професор на Универзитету Кембриџ. Између осталих, ученици су му били Џон Мејнард Кејнс, и Артур Сесил Пигу.